# 杨明 (戏剧家)
杨明（1919年12月26日—2005年12月23日），男，白族，云南大理人，中国戏剧家、诗人、政治人物。曾任云南省政协副主席、中国戏剧家协会云南分会主席，中国文学艺术界联合会委员、中国戏剧家协会理事。

## 生平
杨明出生于云南大理喜洲。9岁时，因家庭穷困，到下关商店里当学徒，1936年到昆明读中学、中法大学。抗日战争开始后，他写了许多诗和文章，曾出版过短诗集《抗日诗抄》。国共内战时期，在中国共产党的影响下，又积极地投入了昆明的民主运动，在此期间，他由闻一多介绍，加入了“联大新诗社”，他写的长诗《死在战场以外的中国兵》，曾由闻一多先生亲自在昆明反内战群众大会上朗诵。长诗出版后，被编为话剧演出。
建国以后，致力于地方、民族戏剧的改革工作，先后整理、改编、创作了滇剧《牛皋扯旨》、《鼓波刘封》、《送京娘》、《京娘送兄》、《望夫云》、《打瓜招亲》、《借亲配》、《高山红霞》，花灯剧《探干妹》、《养花》等。其中《牛皋扯旨》荣获1956年全国优秀剧目奖。《惜亲配》已被拍摄为电影上映。此外，还写了《白族吹吹腔剧源流初探》、《戏曲杂谈》等关于地方戏、民族戏的论著。